# 9243 Alag
9243 Alag este o planetă minoră (asteroid), cu un diametru de 9,068 km, din centura de asteroizi. A fost descoperită pe 20 martie 1998 la Experimental Test Site⁠(d) de Lincoln Near-Earth Asteroid Research. 
Obiectul prezintă o orbită caracterizată de o semiaxă mare de 3,1175438 UAi, o excentricitate de 0,1, o înclinație de 0,04271 ° în raport cu ecliptica.